# Ferry County
Ferry County är ett administrativt område i delstaten Washington, USA, med 7 551 invånare. Den administrativa huvudorten (county seat) är Republic. 

## Geografi
Enligt United States Census Bureau så har countyt en total area på 5 847 km². 5 708 km² av den arean är land och 139 km² är vatten. 

### Angränsande countyn
- Stevens County - öst
- Lincoln County - sydväst
- Okanogan County - väst
- gränsar till Kanada i norr